# سوداوية
السّوداوية (ملاحظة 1) (بالإنجليزية: Melancholia) (نقحرة: الماليخوليا
) هو اسم لمرض وصفه القدماء، وتغير تشخيصة عبر الزمن. في رأي القدماء، فإن السّوداوية هي مرضٌ عقليٌّ، من مظاهره فساد التفكير، ينشأ من تغلُّب أحد الأخلاط الأربعة، وهي «السَّوداءُ»، في الدم، وذلك لعجز الطِّحال عن امتصاصها منه.

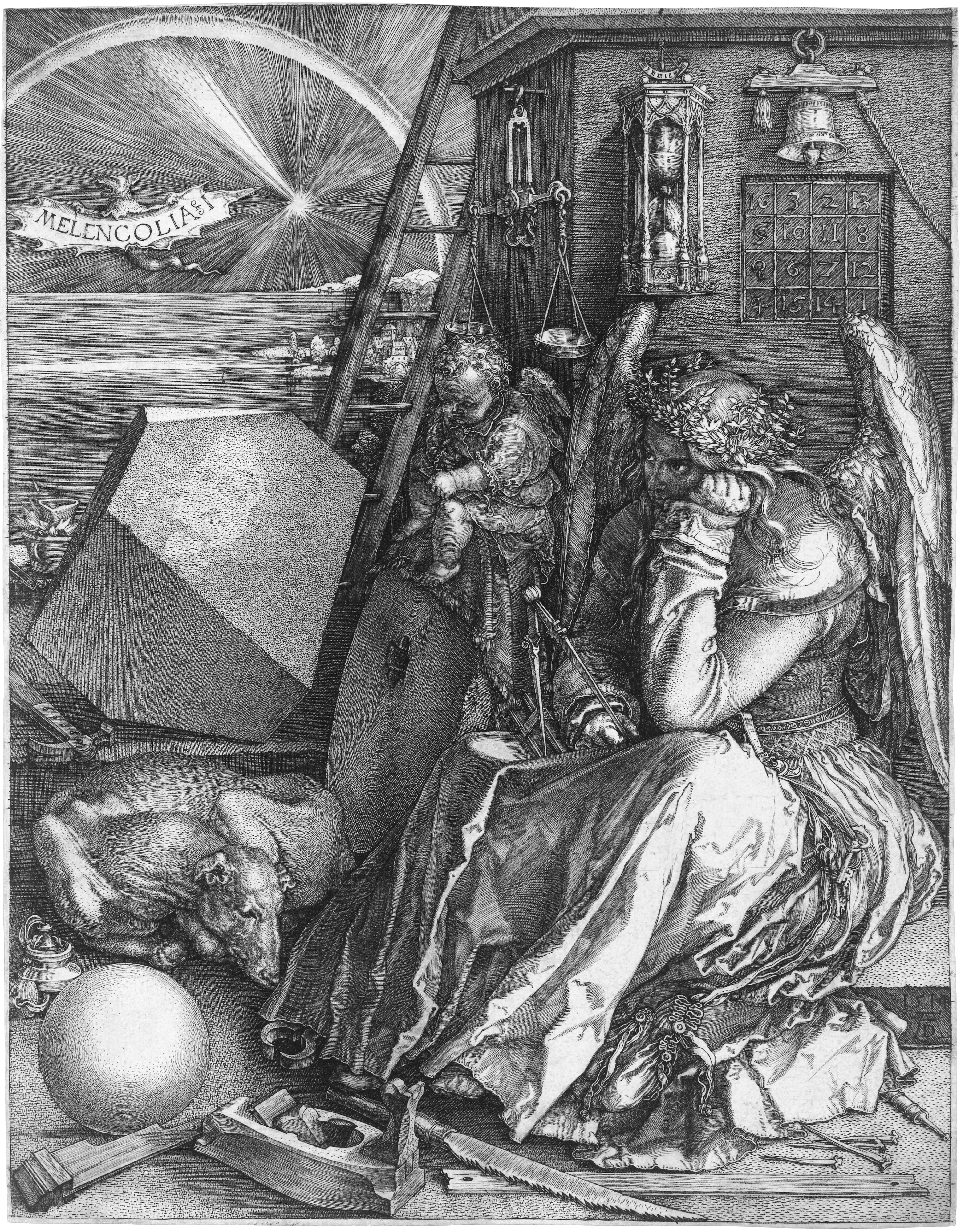
«المَلَنْخُولْيَا» - ألبرخت دورر.

كان الطبيب اليوناني أبقراط أول من وصف هذه الحالة وأطلق عليها اسم «المَلَنْخوليا».

## عند المحدثين
وفي رأي المحدثين، فإنه مرض عقليٌّ من مظاهره اضطراب الوجدان وتغلُّب الغمّ والحُزن والقلَق وضِيق الصدر، والكآبة.

## في الأدب
أما عند الأدباء، فإن السّوداء يشير إلى «التلذذ بالحزن الخفيف الذي يتولد من تذكر السعادة الماضية أو من تصور الأحلام التي لا يعقبها التحقيق.»

## الأعراض
تبدأ أعراضه مع سن الستين أو نحوها، ويتميز بوضوح بتدهور في وظائف المخ وشطط في تصرفات المريض، كعدم الثقة في نفسه أو في المحيطين به، واختلال ميزان الحكم على الظروف وعدم القدرة على وزن الأمور بشكل سوي، وتدهور قوة الذاكرة أحياناً وضعفها وقلة الاحتفاظ بالذكريات وأحداث الماضي، وعدم القدرة على التكيف بدقة مع الظروف التي تحيط به، وعدم تناسب سلوكه مع رد الفعل الواجب لهذه الظروف. ومن الجائز أن تهتز عواطف المريض وتتغير شخصيته المعروفة قبلا إلى شخصية أخرى مختلفة تماماً عن شخصيته الأولى. وقد يظهر ذلك أحياناً في صورة فظيعة تستحق الرثاء والعطف. وقد لا تظهر كل هذه الأعراض بدرجة واحدة في وقت واحد. وبالرغم أن هذا النوع من العته يمكن أن يحدث في حالات مَرَضية أخرى، وأن الصورة المَرَضية للأعراض يمكن أن تختلف من حالة لأخرى معتمدة في هذا على نوع شخصية المريض السابقة وسِنه وأسباب أخرى مثل مكان المرض ومعدل سرعة تغير حالة المريض عند حدوث العته، فإنه يلاحظ أن التغير الأساسي يكون واضحاً في تبلد أحاسيس المريض، وأنّ تدهور قواه العقلية يظهر بجلاء في عدم إمكانية وزن الأمور بميزانها الصحيح وسوء تقديره للزمان والمكان ولا يمكنه التحقق من الأماكن التي يريد ارتيادها أو ارتادها في الماضي. والميل للانطواء والانزواء والبعد عن الآخرين، والتعب والوهن الجسدي والنفسي، بالإضافة إلى الوساوس والهواجس التي تنتابه، والخوف والهلع، والشعور بتأنيب الضمير، والتفكير بالانتحار، إلى جانب اصابته بأعراض عضوية مثل الإسهال أو الإمساك.
ويزداد استعداد المريض إلى الانفعال لأتفه الأسباب، ويتحول تدريجياً إلى شخص آخر مهمل في ملبسه ومظهره ونظافته، وربما يحاول أن يستعرض جسده وعضلاته وإبراز أعضاءه الجنسية، ويمكن بشكل أو بآخر الاّ تنكشف هذه العلة إلا بعد فوات الاوان. كما يلازمه شعور بالاضطهاد ويتخيل ما لا وجود له مثل أن يكون مجرما والشرطة تطارده، أو أن من حوله يكرهونه ويدبرون له أمراً في الخفاء.

## هوامش
- ملاحظة 1 مرادفات: السوداوية [6] أو السوداء ويُسمى أيضا المَلَنْخُولْيَا [7]